# Menfi Bonera riserva
Il Menfi Bonera riserva è un vino DOC istituito con decreto dell'1/09/97 pubblicato sulla gazzetta ufficiale del 12/09/97 n 213.
Si produce in alcuni terreni del comune di Menfi, provincia di Agrigento.

## Vitigni con cui è consentito produrlo
- Nero d'Avola, Merlot, Sangiovese, Cabernet Sauvignon, Syrah da soli o congiuntamente minimo 85%
- Altri vitigni a bacca rossa, raccomandati e/o autorizzati per la provincia di Agrigento, da soli o congiuntamente, fino ad un massimo del 15%.

## Tecniche produttive
Il vino Menfi Bonera riserva deve essere invecchiato almeno per due anni (a decorrere dal 1º novembre dell'anno di produzione delle uve), prima della commercializzazione

## Caratteristiche organolettiche
- colore: rosso rubino con riflessi granata;
- profumo: etereo, ben pronunciato, di particolare finezza;
- sapore: asciutto, schietto, sapido, con buona struttura;

## Produzione
Provincia, stagione, volume in ettolitri